# Konitrut

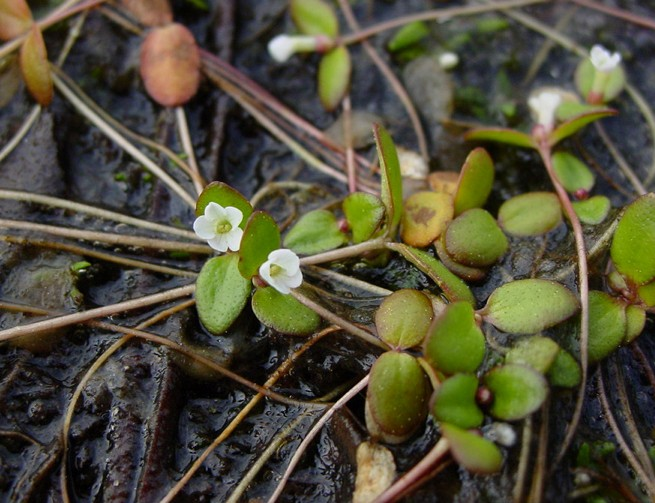
Gratiola amphiantha

Konitrut (Gratiola) – rodzaj roślin z rodziny babkowatych. Obejmuje 26–28 gatunków. Najbardziej zróżnicowane są w Ameryce Północnej, gdzie rośnie ich 17 gatunków, w Eurazji są 4 gatunki (w tym konitrut błotny G. officinalis – jedyny przedstawiciel rodzaju we florze Polski), w Australazji 3–5, a w górach Ameryki Południowej – 2–3. Rośliny te rosną na brzegach wód, nad rzekami, rowami i na mokradłach. Konitrut błotny wykorzystywany był w przeszłości jako roślina lecznicza.

## Morfologia
PokrójRośliny zielne (jednoroczne i trwałe) osiągające do 80 cm wysokości, o pędach prosto wznoszących się lub płożących, nagich lub owłosionych gruczołowato i o łodygach często nieco mięsistych.
LiścieNaprzeciwległe, siedzące, o blaszce równowąskiej do lancetowatej, całobrzegie lub piłkowane.
KwiatyPojedyncze w kątach liści, na nitkowato cienkich szypułkach krótszych lub dłuższych u różnych gatunków. Na szypułkach, pod kwiatem obecne są dwa podkwiatki podobne do działek. Działki kielicha w liczbie 5, zrośnięte tylko u nasady, wąskie, nierówne lub prawie równe. Korona zrośnięta w szeroką rurkę, z dwiema otwartymi wargami – dolną trójłatkową i górną całobrzegą lub dwułatkową. Pręciki dwa płodne, a dwa inne wykształcone jako nitkowate prątniczki lub całkiem zredukowane. Pylniki leżą poziomo na rozszerzonym i spłaszczonym łączniku. Zalążnia górna, czterokomorowa, z licznymi zalążkami. Szyjka słupka nitkowata, rozwidlona na końcu i tu z dwoma spłaszczonymi znamionami.
OwoceTorebki otwierające się czterema klapami. Nasiona drobne i liczne.

## Systematyka
Jeden z rodzajów plemienia Gratioleae z rodziny babkowatych (Plantaginaceae). Plemię to wraz z rodzajem bywa wyodrębniane w rodzinę Gratiolaceae.
Wykaz gatunków
- Gratiola amphiantha D.Estes & R.L.Small
- Gratiola aurea Pursh
- Gratiola bogotensis Cortés ex Pennell
- Gratiola brevifolia Raf.
- Gratiola ebracteata Benth. ex A.DC.
- Gratiola flava Leavenw. ex Pennell
- Gratiola floridana Nutt.
- Gratiola graniticola D.Estes
- Gratiola griffithii Hook.f.
- Gratiola heterosepala H.Mason & Bacigal.
- Gratiola hispida (Benth. ex Lindl.) Pollard
- Gratiola japonica Miq.
- Gratiola linifolia Vahl
- Gratiola mauretanica (Emb. & Maire) I.Soriano & T.Romero
- Gratiola nana Benth.
- Gratiola neglecta Torr.
- Gratiola officinalis L. – konitrut błotny
- Gratiola oresbia B.L.Rob.
- Gratiola pedunculata R.Br.
- Gratiola peruviana L.
- Gratiola pilosa Michx.
- Gratiola pubescens R.Br.
- Gratiola pumilo F.Muell.
- Gratiola quartermaniae D.Estes
- Gratiola ramosa Walter
- Gratiola sexdendata A.Cunn.
- Gratiola virginiana L.
- Gratiola viscidula Pennell